# Sandal
Sandal – chan protobułgarskich Utigurów około połowy VI wieku.
Informację o Sandalu przynoszą źródła bizantyńskie w związku z najazdem bułgarskiego plemienia Kutigurów w 551 roku. Wobec zagrożenia Konstantynopola najazdem stary cesarz bizantyński Justynian I wyprawił posłów za Morze Czarne do Sandala wodza sąsiadującego z Kutigurami od wschodu plemienia Utigurów. Wysłannicy złożyli bogate dary: pieniądze i broń i namówili Sanadala do najazdu na siedziby Kutigurów na zachodnim brzegu Donu. Ponieważ wojsko kutigurskie znajdowało się w Tracji, Sandal bez trudu przeprawił się przez Don i rozbił opór Kutigurów. Oddziały starców i niedorostków zostały zniesione, a kobiety, dzieci i stada bydła padły łupem najeźdźców. Na wieść o klęsce główne siły Kutigurów przeprawiły się w pośpiechu przez Dunaj, pozostawiając w Tracji znaczną część zdobyczy.
Przez siedem następnych lat trwały walki pomiędzy sąsiadującymi plemionami. W 558 roku wódz Kutigurów Zabergan zawarł w końcu pokój z Utigurami, być może w wyniku ustąpienia czy śmierci Sandala.